# Borough Hall/Court Street
Borough Hall/Court Street è una fermata della metropolitana di New York situata all'incrocio tra le linee BMT Fourth Avenue, IRT Broadway-Seventh Avenue e IRT Eastern Parkway. Nel 2019 è stata utilizzata da 10 135 722 passeggeri. È servita dalle linee 2, 4 ed R sempre, dalla linea 3 sempre tranne di notte, dalla linea 5 durante i giorni feriali esclusa la notte e dalla linea N solo di notte. Durante le ore di punta fermano occasionalmente anche alcune corse della linea W.

## Storia
La stazione sulla linea IRT Eastern Parkway fu aperta il 9 febbraio 1908, quella sulla linea IRT Broadway-Seventh Avenue il 15 aprile 1919 e infine quella sulla linea BMT Fourth Avenue il 1º agosto 1920. Le tre stazioni furono collegate tra di loro il 1º luglio 1948.

## Strutture e impianti
La stazione della linea IRT Eastern Parkway si trova sotto Joralemon Street, ha due banchine laterali e due binari. Il mezzanino è dotato di sei scale di ingresso, due all'incrocio con Court Street e quattro di fronte al Brooklyn Borough Hall. Al centro della banchina in direzione nord si trova il collegamento con l'estremità sud della banchina in direzione nord della stazione della linea IRT Broadway-Seventh Avenue.
La stazione della linea Broadway-Seventh Avenue si sviluppa al di sotto del Columbus Park e ha un piano binari su due livelli, entrambi dotati di una banchina laterale e un binario. La banchina superiore è servita dai treni in direzione nord, quella inferiore dai treni in direzione sud. All'estremità nord si trova un piccolo mezzanino con tre uscite sull'incrocio tra Court Street e Montague Street e che ospita il collegamento con il mezzanino della stazione BMT.
La stazione della linea BMT Fourth Avenue ha una banchina ad isola e due binari. È posta al di sotto di Montague Street e il suo mezzanino ha tre scale di ingresso sul lato ovest dell'incrocio con Clinton Street.
Le due banchine della linea Broadway-Seventh Avenue e la banchina in direzione nord della linea Eastern Parkway sono le uniche accessibili alle persone con disabilità motoria, grazie alla presenza di un ascensore situato nel Columbus Park.

## Interscambi
La stazione è servita da diverse autolinee gestite da MTA Bus e NYCT Bus.
- Fermata autobus